# Blockschiff

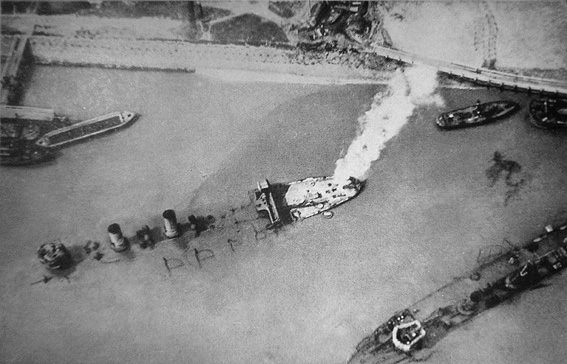
Versenkte Blockschiffe in der Hafeneinfahrt von Zeebrugge, 1918

Ein Blockschiff ist ein altes ausgemustertes Schiff, das alleine oder zusammen mit weiteren in einer Fahrwasserrinne oder vor einer Hafeneinfahrt versenkt wird, um die Durchfahrt zu verhindern.
Beim Versenken von Blockschiffen sind mehrere Dinge zu beachten, damit eine möglichst gute Sperrwirkung erzielt wird:
- Es wird (z. B. durch Schleppereinsatz) sichergestellt, dass das Blockschiff quer zur Verkehrsrichtung zum Liegen kommt und nicht nachträglich durch Gezeitenwirkung aus seiner Lage gedreht wird. Ggf. werden Anker ausgebracht.
- Das verwendete Schiff muss groß genug sein, dass es auch bei Springtide nur so weit überspült wird, dass keine Passage möglich ist.
- Ist ein Gewässer so breit, dass es nur mit mehreren Blockschiffen gesperrt werden kann, so wird das größte von ihnen mittig an der tiefsten Stelle der Durchfahrt versenkt. Weitere Blockschiffe, die ein Umfahren verhindern sollen, werden überlappend mit möglichst kleinem seitlichen Abstand zu den anderen versenkt.

Blockschiffe werden fast immer in Verbindung mit anderen Sperrmitteln wie U-Boot-Fangnetzen, Balkensperren und Seeminen eingesetzt. Ihr Nachteil ist, dass sie nur gegen größere Fahrzeuge wirksam sind, während Kampfschwimmer und bestimmte Kleinkampfmittel von ihnen nicht beeinträchtigt werden.

## Einsatz
Im Jahr 1918 versuchte die Royal Navy, die deutschen Stützpunkte Ostende und Zeebrugge in Flandern mit Blockschiffen zu sperren und so ein Auslaufen der Torpedoboote und U-Boote zu ihren Einsätzen zu verhindern. Das Unternehmen misslang aber, weil der Zeitplan nicht eingehalten wurde und der in diesem Gebiet äußerst starke Ebbstrom schon eingesetzt hatte, als das Versenken eingeleitet wurde. Dadurch trieben die schon teilweise gefluteten Schiffe an den Rand des Fahrwassers ab, wo sie fast keine Sperrwirkung entfalten konnten und das Ein- und Auslaufen der deutschen Boote praktisch nicht behinderten.
Der britische Naturhafen Scapa Flow war im Zweiten Weltkrieg an der Ostseite zuerst nur mit Blockschiffen gesichert, nach der Versenkung der Royal Oak wurden diese durch vier Dämme, die Churchill Barriers, ersetzt.